# 中鉄美作バス

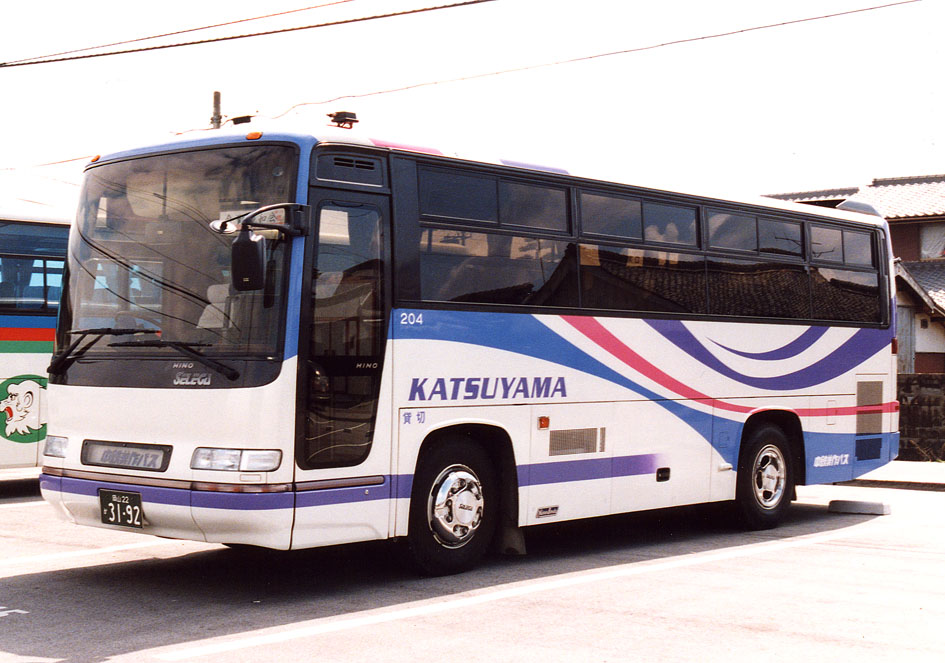
セレガFC 貸切車

中鉄美作バス株式会社（ちゅうてつみまさかバス）は、中鉄バスの完全子会社で、岡山県真庭市に本社を置く貸切バス事業者である。

## 概要
元々、中鉄バスの地域分離子会社として1985年6月8日に発足した3社（総社バス・勝山バス・湯原バス）のうち、岡山県真庭郡勝山町・久世町・落合町（現在の真庭市勝山・久世・落合地区）と苫田郡富村（現在の苫田郡鏡野町富地区）を営業エリアとする勝山バス（1992年5月16日に中鉄美作バスに商号変更）が、真庭郡湯原町・中和村・八束村・川上村（現在の真庭市湯原・蒜山地区）と鳥取県倉吉市・東伯郡関金町（現在は倉吉市に編入合併）を営業エリアとする湯原バスを1992年10月1日に吸収合併して現在の形態となった。
合併後は、中鉄バス津山地区路線バス（現在の中鉄北部バス）の一部が移管されている。また、津山市コミュニティバスのうち、ごんごバスの運行を担当していた。
路線バス補助の縮小・廃止を受け、真庭市内及び鳥取県倉吉市内を運行する11路線（旧勝山バス・湯原バス担当路線）を2007年10月31日の運行をもって廃止し、真庭市コミュニティバス「まにわくん」・富乗合タクシー「やませみ号」・日本交通（関金温泉 - 倉吉駅間）に移管した。
中鉄バス・中鉄北部バスとは異なりカード乗車券類は導入されておらず、岡山県共通バスカード（導入事業者における発売も終了済）・中鉄バス専用バスカード（2008年10月1日から中鉄バス〈2021年10月1日より一部販売中止〉と中鉄北部バスで発売）は使用できなかった。

## 沿革
- 1986年6月8日 - 中鉄バスの地域分離子会社として、総社バス・勝山バス・湯原バスの3社が設立。
- 1992年
  - 5月16日 - 勝山バスの商号を中鉄美作バスに変更。
  - 10月1日 - 中鉄美作バスが湯原バスを吸収合併。
- 1999年10月1日 - 津山市コミュニティバス「ごんごバス」の運行を開始
- 2005年
  - 10月1日 - 津山広域バスセンター - 二本松線を廃止。
  - 10月3日 - 津山広域バスセンター - 勝山中鉄バスセンター線のうち津山広域バスセンター - 追分口間を廃止。
- 2006年10月5日 - 勝山中鉄バスセンター - 神庭の滝線を廃止。
- 2007年
  - 1月9日 - 勝山中鉄バスセンター - 富線のうち、余野上 - 富間を廃止
  - 11月1日 - 真庭市内及び鳥取県倉吉市内を運行する11路線（津山営業所担当路線以外の全路線）を廃止し、真庭市コミュニティバス「まにわくん」・富乗合タクシー「やませみ号」・日本交通（関金温泉 - 倉吉駅間）に移管。これに伴い、真庭市コミュニティバス「まにわくん」の運行を一部受託。
- 2009年4月1日 - 真庭市コミュニティバス「まにわくん」のうち、美甘・湯原・蒜山地域の運行受託解除（蒜山タクシーが受託）。
- 2011年4月1日 - 同社運行の一般路線3路線（津山広域バスセンター - 野介代線・西田辺線・上横野線）及び「ごんごバス」東循環線を中鉄北部バスへ移管（以降、該当路線では中鉄バス専用バスカードが利用できるようになる）。[1]

## 営業所
- 本社営業所
  - 岡山県真庭市勝山411-6
- 久世営業所
  - 岡山県真庭市樫西3588-3
- 湯原営業所
  - 岡山県真庭市湯原温泉155-8

## 受託運行路線
- 真庭市コミュニティバス「まにわくん」（真庭市から一部路線を受託・詳細は当該項目を参照）
  - 7系統（樫東・余野ルート）
  - 8系統（樫西・三阪ルート）
  - 17系統（湯原・中和ルート）
  - 18系統（中和ルート）
  - 23系統（勝山・追分ルート）
  - 25系統（上福田・蒜山ルート）
  - 31系統（蒜山・久世ルート）

## 中鉄北部バスに移管された路線

### 一般
2011年3月31日をもって中鉄北部バスに移管。
- 津山広域バスセンター - 大手町 - 市役所西 - 衆楽園市役所前 - やよい団地 - 志戸部下 - 野介代団地
- 津山広域バスセンター - 大手町 - 総社 - 下小原（中国道津山北BS最寄り） - 一宮局前 - 西山方 - 西田辺
  - 西山方 - 西田辺間はフリー乗降区間。
- 津山広域バスセンター - 大手町 - 総社 - 下小原（中国道津山北BS最寄り） - 一宮局前 - 東山方 - 横野農協前 - （高田 - 横野農協前 - ）上横野
  - 高田経由は土曜・日曜・祝日・振替休日・津山市立高田小学校休校日は運休。
  - 東山方 - 上横野間はフリー乗降区間。

### コミュニティバス
津山市コミュニティバス「ごんごバス」のうち、1999年10月1日に運行を開始（1999年10月1日から1年間は試行運行、2000年10月1日から1年間は1年間の期間限定運行、2002年10月1日から通年運行）したごんごバス東循環線（2010年9月30日のまでの路線名はごんごバス）の運行を担当していたが2011年3月31日をもって中鉄北部バスに移管した。
- ごんごバス東循環線
  - 詳細はごんごバスを参照されたい。

## 廃止された路線

### 広域
- 津山広域バスセンター - 松原中 - グンゼ前 - 院庄駅前 - 作楽神社前 - 久米役場前（現・久米支所前） - 追分口 - インター - 河内（現・河内郵便局前） - 目木 - 五反 - 久世庁舎前 - 久世駅前 - 黒尾 - 勝山中鉄バスセンター
  - 津山広域バスセンター - 追分口間は現在、津山市コミュニティバス「ごんご久米線」（中鉄北部バス運行）として運行。
  - 追分口 - 久世庁舎前 - 中国勝山駅（勝山中鉄バスセンター）間は現在、真庭市コミュニティバス「まにわくん」23系統（勝山・追分ルート）（中鉄美作バスに運行委託）として運行。

### 津山地区
- 津山広域バスセンター - 伏見町 - 東津山 - 二本木

### 勝山地区
- 勝山中鉄バスセンター - 大上 - 久世福祉センター - 大下 - 久世駅前 - 久世庁舎前 - 五反 - 目木 - 余野上 - 黒地 - 富村役場前（現・富振興センター前）
  - 久世支局 - 久世駅 - 黒地間は現在、真庭市コミュニティバス「まにわくん」7系統（樫東・余野ルート）（中鉄美作バスに運行委託）として運行。
- 勝山中鉄バスセンター - 大上 - 久世福祉センター - 大下 - 久世駅前 - 久世庁舎前 - 古見駅前 - 落合橋 - 落合高校前 - 落合駅前 - 河内（現・河内郵便局前）
  - 久世支局 - 古見駅 - 落合庁舎前 - 美作落合駅 - 河内郵便局前 - 東谷 - 西谷間は現在、真庭市コミュニティバス「まにわくん」27系統（久世・河内ルート）（落合タクシーに運行委託）として運行。
- 勝山中鉄バスセンター - 黒尾 - 久世駅前 - 久世庁舎前 - 樫郷神社 - 大倉
  - 久世支局 - 久世駅 - 樫郷神社間は現在、真庭市コミュニティバス「まにわくん」8系統（樫西・三阪ルート）（中鉄美作バスに運行委託）として運行。
  - 勝山高校前・久世駅前・久世庁舎前 - 大倉 - 富振興センター前間は現在、富乗合タクシー「やませみ号」（中田石油店に運行委託）として運行。
- 勝山中鉄バスセンター - 神庭の滝
  - 勝山支局 - 中国勝山駅（勝山中鉄バスセンター） - 神庭上 - 星山間は現在、真庭市コミュニティバス「まにわくん」9系統（星山ルート）（フクモトタクシーに運行委託）として運行。

### 湯原・蒜山地区
- 湯原温泉 - 見明戸（みあけど）（現・見明戸コミュニティ） - 明 - 藤森 - 中福田 - 上福田 - 延助（のぶすけ） - 中曽
- 湯原温泉 - 見明戸（みあけど）（現・見明戸コミュニティ） - 明 - 藤森 - 中福田 - 上福田 - 蒜山高原
  - 上記2路線の湯原温泉 - 見明戸コミュニティ - 中福田 - 上福田/蒜山振興局間は現在、真庭市コミュニティバス「まにわくん」24系統（振興局・湯原ルート）（フクモトタクシーに運行委託）として運行。
- 中曽 - 延助（のぶすけ） - 上福田 - 中福田 - 吉森 - スポーツセンター前 - 東 - 大坪 - 関金温泉 - 上古川 - 中河原 - 生田日ノ丸前 - 岡田 - 河原町 - 福吉町 - 赤瓦・白壁土蔵 - 堺町（さかえまち） - 倉吉パークスクエア北口 - 厚生病院前 - 総合事務所前 - 八ツ屋 - 倉吉駅
- 蒜山高原 - 上福田 - 中福田 - 吉森 - スポーツセンター前 - 東 - 大坪 - 関金温泉 - 上古川 - 中河原 - 生田日ノ丸前 - 岡田 - 河原町 - 福吉町 - 赤瓦・白壁土蔵  - 堺町（さかえまち） - 倉吉パークスクエア北口 - 厚生病院前 - 総合事務所前 - 八ツ屋 - 倉吉駅
  - 上記2路線の中曽 - 蒜山高原 - 中福田 - 蒜山振興局 - スポーツセンター - 関金温泉間は現在、真庭市コミュニティバス「まにわくん」26系統（中曽・関金ルート）（蒜山運送に運行委託）として運行（ただし、東 - 関金温泉間はノンストップ）。
  - 上記2路線の大坪 - 関金温泉 - 倉吉駅間は現在、日本交通の既存路線（関金温泉 - 倉吉駅 - 倉吉バスセンター）に代替。

## 関連会社
- 中鉄バス
- 中鉄北部バス
- 中鉄観光
- 総社バス（中鉄総社バス）